# Varlam Tichonovič Šalamov
Varlam Tichonovič Šalamov (rusky Варлам Тихонович Шаламов; 18. června 1907 Vologda – 17. ledna 1982 Moskva) byl ruský spisovatel.
V letech 1924–1926 pracoval jako koželuh, poté začal studovat práva. Poprvé byl zatčen roku 1929 při razii v tajné tiskárně, kde byly tištěny materiály levé opozice, za tento čin byl odsouzen na tři roky. Po návratu do Moskvy začal Šalamov psát poezii a příběhy. V roce 1937 byl podruhé zatčen a odsouzen k pěti letům v pracovních táborech za antisovětskou propagandu. V pracovním táboře mu byl trest prodloužen. Celkem v lágrech na Kolymě strávil 17 let, v roce 1956 byl rehabilitován jako oběť kultu osobnosti.

## Dílo
Ve svých dílech popisuje příběhy lidí, kteří strávili mnoho let v táborech nucených prací. Své příběhy zpracovával do krátkých povídek, které mají výraznou pointu. Na rozdíl od Solženicyna neusiluje o komplexní přístup k tematice táborů, ale zabývá se detaily a vzpomínkami.
Jeho díla se šířila samizdatem, proto je velmi těžké uvést jednotlivá díla, oficiálně vyšly pouze jeho básně. Výbor z jeho prózy byl publikován v Paříži a v jiných částech světa, v Rusku teprve roku 1987.
- Levý břeh (Левый берег, Levyj bereg)
- Vzkříšení modřínu (Воскрешение лиственницы, Voskrešenije listvennicy)
- Kolymské povídky (Колымские рассказы, Kolymskije rasskazy) šest sborníků povídek, tyto povídky byly vydávány v zahraničí od r. 1954 do r. 1973, první sborník poprvé vyšel v zahraničí r. 1966, v Česku v r. 1995.

### Česká vydání
- Kolymské povídky (1995) – výbor z původních šesti sborníků povídek[2]

Od roku 2011 vychází sborníky povídek odpovídající původním vydáním:
- Kolymské povídky (2011)
- Levý břeh (2013)
- Mistr lopaty (2015)
- Vzkříšení modřínu; Črty ze zločineckého podsvětí (2017)
- Rukavice aneb KP 2 (2019)

## Památky
V Děbině bylo v roce 2007 otevřeno pokojové Muzeum V. T. Šalamova, jako připomínka toho, že v posledních letech svého věznění Šalamov pracoval v místní nemocnici.